# Jacob Lüroth
Jacob Lüroth (18 février 1844, Mannheim, grand-duché de Bade - 14 septembre 1910, Munich, royaume de Bavière) est un mathématicien allemand ; il est connu pour le théorème de Lüroth et la quartique de Lüroth. Son nom est parfois écrit Lueroth.

## Biographie
Il commence des études d'astronomie à l'université de Bonn, mais se tourne vers les mathématiques parce que sa mauvaise vue lui rend les observations astronomiques impossibles. Il obtient son doctorat en 1865 à l'université de Heidelberg, pour une thèse sur le théorème de Pascal. 
À partir de 1868, il est à l'Institut de technologie de Karlsruhe, où il devient professeur en 1869 ; en 1880, il devient professeur à l'université technique de Munich, succédant à Felix Klein. En 1883, il est nommé professeur à l'université de Fribourg, où il reste jusqu'à sa retraite

## Travaux
En poursuivant les travaux de Carl Friedrich Gauss en statistique, Lüroth découvre la loi de Student généralement attribuée à William Sealy Gosset. Exprimé en termes contemporains, le calcul qui a conduit Lüroth à la loi de Student est le calcul d'un intervalle bayésien.
Les premières publications mathématiques de Lueroth concernaient des questions de géométrie analytique, de géométrie linéaire et de théorie des invariants, un développement des travaux de ses professeurs Hesse et Clebsch. Son nom est associé à trois contributions spécifiques à la science : la première, un covariant d'une forme ternaire donnée de quatrième degré, est appelée la « quartique de Lueroth », et Lueroth l'a découverte lorsqu'il a examiné, à la suite de Clebsch, la condition sous laquelle une forme ternaire quartique peut être représentée comme une somme de cinq formes linéaires de  puissance quatre. En 1876, il démontre le « théorème de Lueroth », selon lequel une courbe unirationnelle en forme rationnelle peut être représentée comme somme de cinq formes linéaires de  puissance quatre. Enfin, la « méthode Clebsch-Lueroth » peut être employée dans la construction d'une surface de Riemann pour une courbe algébrique donnée dans le plan complexe.
Lueroth a également travaillé dans des domaines mathématiques très éloignés de la géométrie algébrique. Il a obtenu une preuve partielle du théorème d'invariance du domaine (prouvé en 1911 par L.Brouwer) et, à la suite des travaux de Staudt, a fait des recherches en géométrie complexe. Il a publié deux ouvrages de mathématiques appliquées et de mécanique. Il s'agit de Grundriss der Mechanik, dans lequel il utilise pour la première fois le calcul vectoriel et de Vorlesungen Uber numerisches Rechnen. Lueroth a collaboré à l'édition collective des œuvres de Hesse et de Grassmann.

## Distinctions
En l'honneur de ses réalisations mathématiques, Lüroth est élu à l'Académie royale bavaroise des sciences en 1882, à l'Académie Léopoldine l'année suivante et à l'Académie des sciences de Heidelberg en 1909.

## Publications (sélection)
- Grundriß der Mechanik. Munich, Ackermann 1881 (80 Seiten).
- Über die Geschichte der Infinitesimalrechnung. Conférence inaugurale du Prorektor Hofrat Prof. Dr. Lüroth, 1889. lire en ligne
- Rationale Flächen und involutorische Transformationen. Conférence du prorecteur 1889. lire en ligne
- Vorlesungen über numerisches Rechnen. Teubner, Leipzig 1900.
- « Beweis eines Satzes über rationale Curven » Mathematische Annalen vol. 9, 1876, P; 163.
- « Einige Eigenschaften einer gewissen Gattung von Curven vierter Ordnung » Mathematische Annalen vol. 1, 1869, p. 37.